# Meroktenos
Meroktenos thabanensis is een plantenetende dinosauriër, behorend tot de Sauropodomorpha, die tijdens het late Trias leefde in het gebied van het huidige Lesotho.

## Vondst en naamgeving

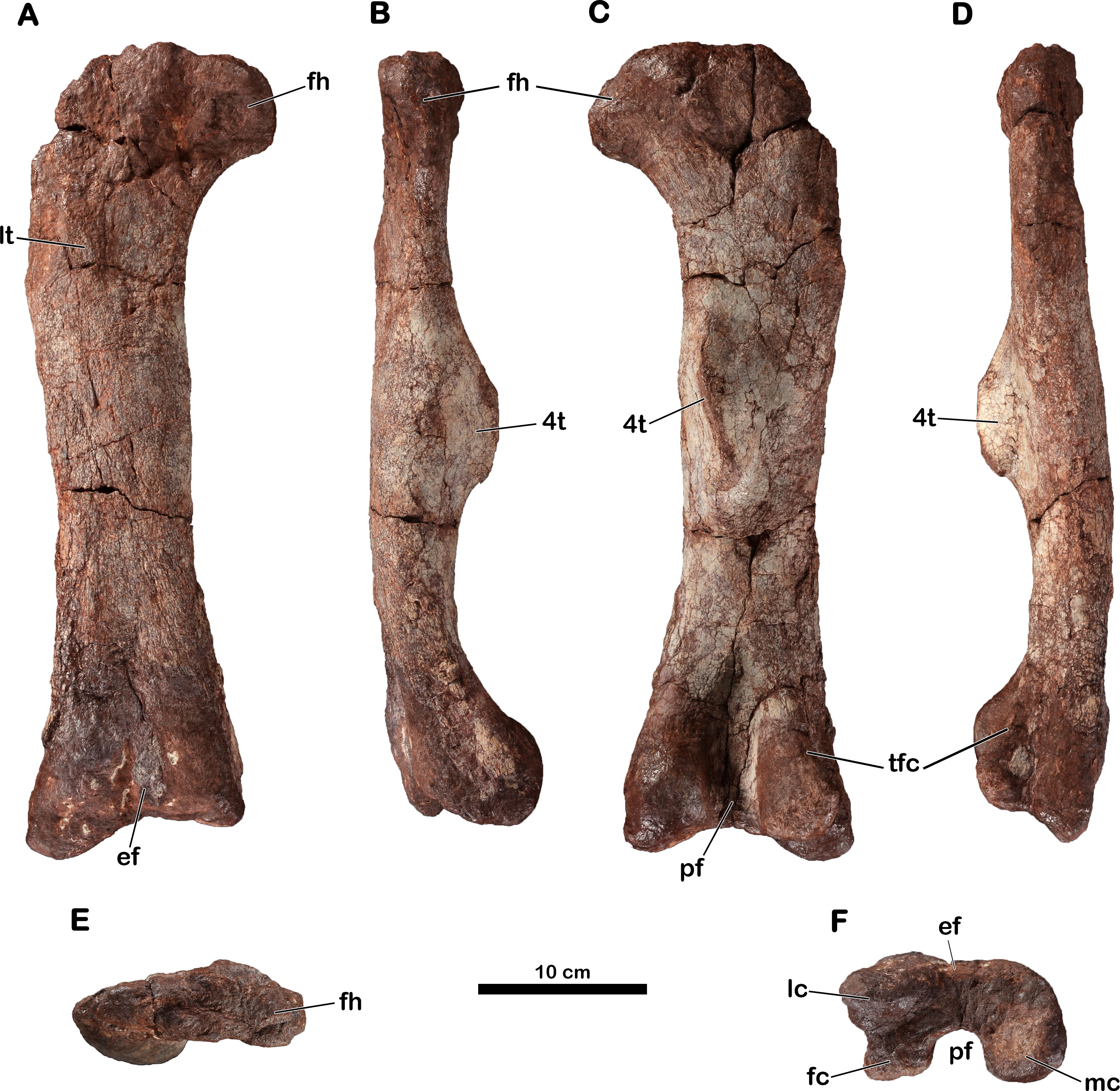
Het dijbeen

In 1959 voerden François Ellenberger, Paul Ellenberger, Jean Fabre en Leonard Ginsburg opgravingen uit ten zuiden van het dorp Thabana Morena. Daarbij werd een dijbeen en andere botten gevonden. In 1962 werden deze behandeld in een scriptie van D. Costedoat. De precieze vondstlocatie is tegenwoordig onbekend.

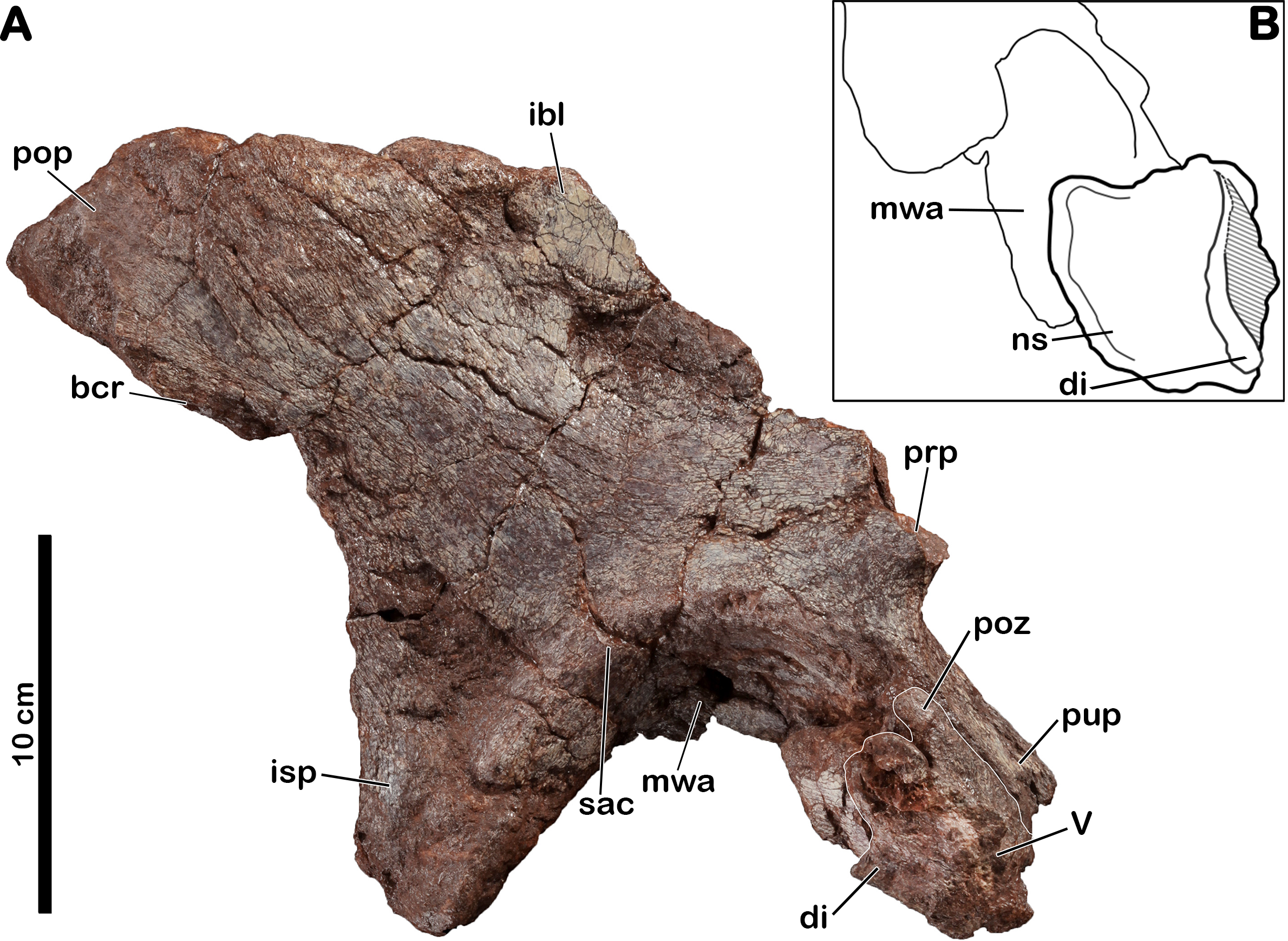
Het darmbeen

In 1993 benoemde François-Xavier Gauffre op basis van het dijbeen een tweede soort van Melanorosaurus: Melanorosaurus thabanensis. De beschrijving was voorlopig: pas in 1997 werd het fossiel meer volledig beschreven door een publicatie van Jacques van Heerden en Peter Malcolm Galton. De soortaanduiding verwijst naar de vindplaats Thabana-Morena in Lesotho. 
Gauffre dacht dat het holotype, MNHN LES-16, was gevonden in de Upper Elliot Formation die dateert uit het Hettangien-Sinemurien en dus een stuk jonger is dan Melanorosaurus readi: zo'n twintig miljoen jaar. In 1996 herzag hij dit tot de Lower Elliot Formation uit het late Trias in zijn niet uitgegeven proefschrift, waarbij het dijbeen werd toegewezen aan een nieuw geslacht en soort: Kholumolumosaurus ellenbergerorum. Dit zou echter een niet geldige nomen ex dissertatione blijven en daarbij valt het typemateriaal van deze soort niet met M. thabanensis samen.
In 2016 werd door Claire Peyre de Fabrègues en Ronan Allain een apart geslacht Meroktenos benoemd. De geslachtsnaam is een combinatie van Oudgrieks μηρός, mèros, "dij", en κτῆνος, ktènos, "beest". De combinatio nova wordt Meroktenos thabanensis, de typesoort is Melanorosaurus thabanensis.
Het holotype, MNHN.F.LES16, bestaat achteraf bezien niet alleen uit een rechterdijbeen (MNHN.F.LES16c) maar ook uit een stuk rechterdarmbeen verbonden met een stuk wervelboog (MNHN.F.LES16a); een linkerschaambeen (MNHN.F.LES16b); en een tweede rechtermiddenvoetsbeen (MNHN.F.LES16d). In 2016 werd nog een tweede specimen toegewezen waarvan het vermoeden bestaat dat het tot hetzelfde individu behoort hetgeen echter niet strikt bewezen kan worden: MNHN.F.LES351 bestaande uit een halswervel, een linkerellepijp en een, vermoedelijk linker, spaakbeen.

## Beschrijving

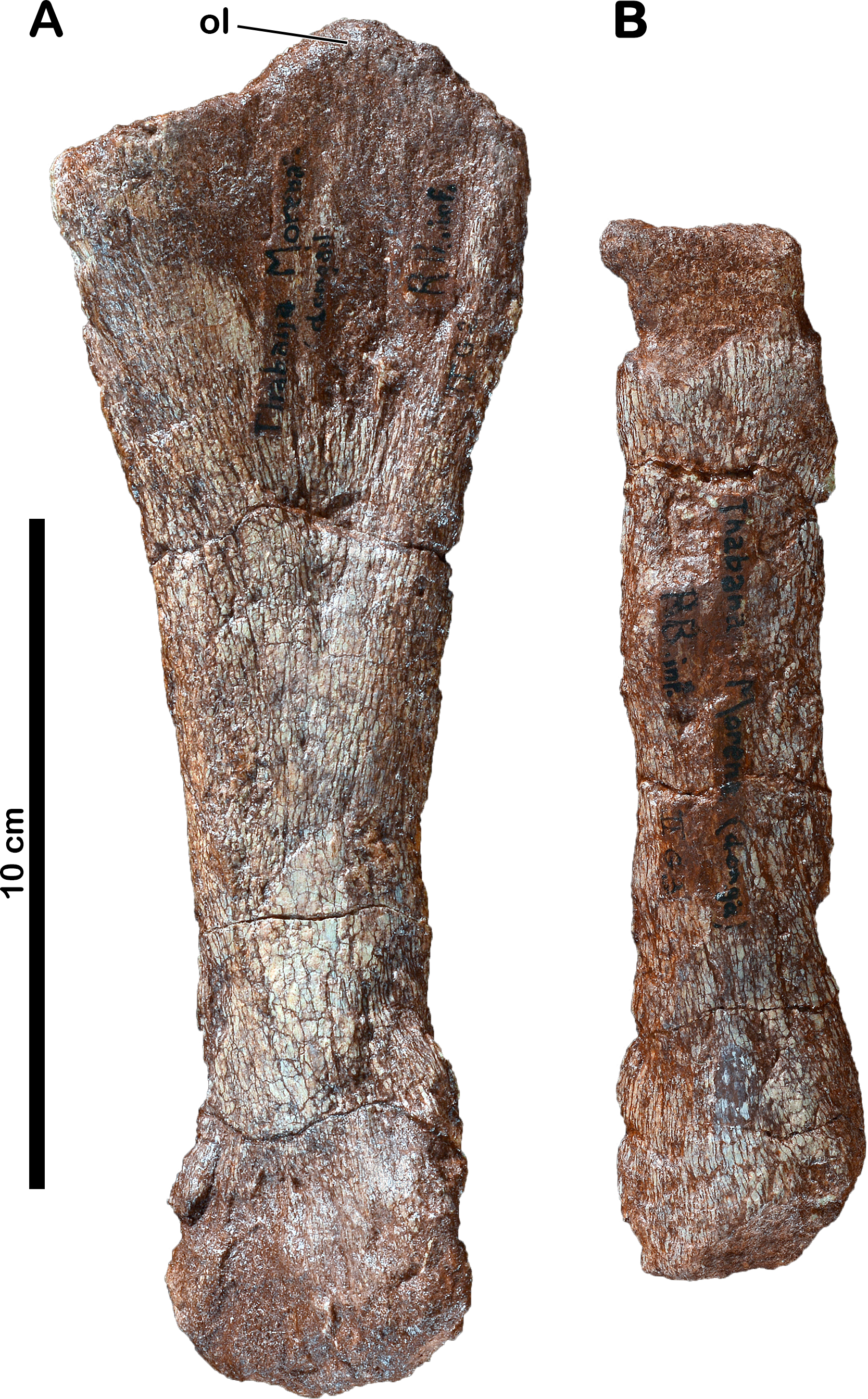
Onderarmbeenderen

Het dijbeen van het holotype van Meroktenos heeft een lengte van achtenveertig centimeter. Dat duidt op een lichaamslengte van zo'n vier meter.

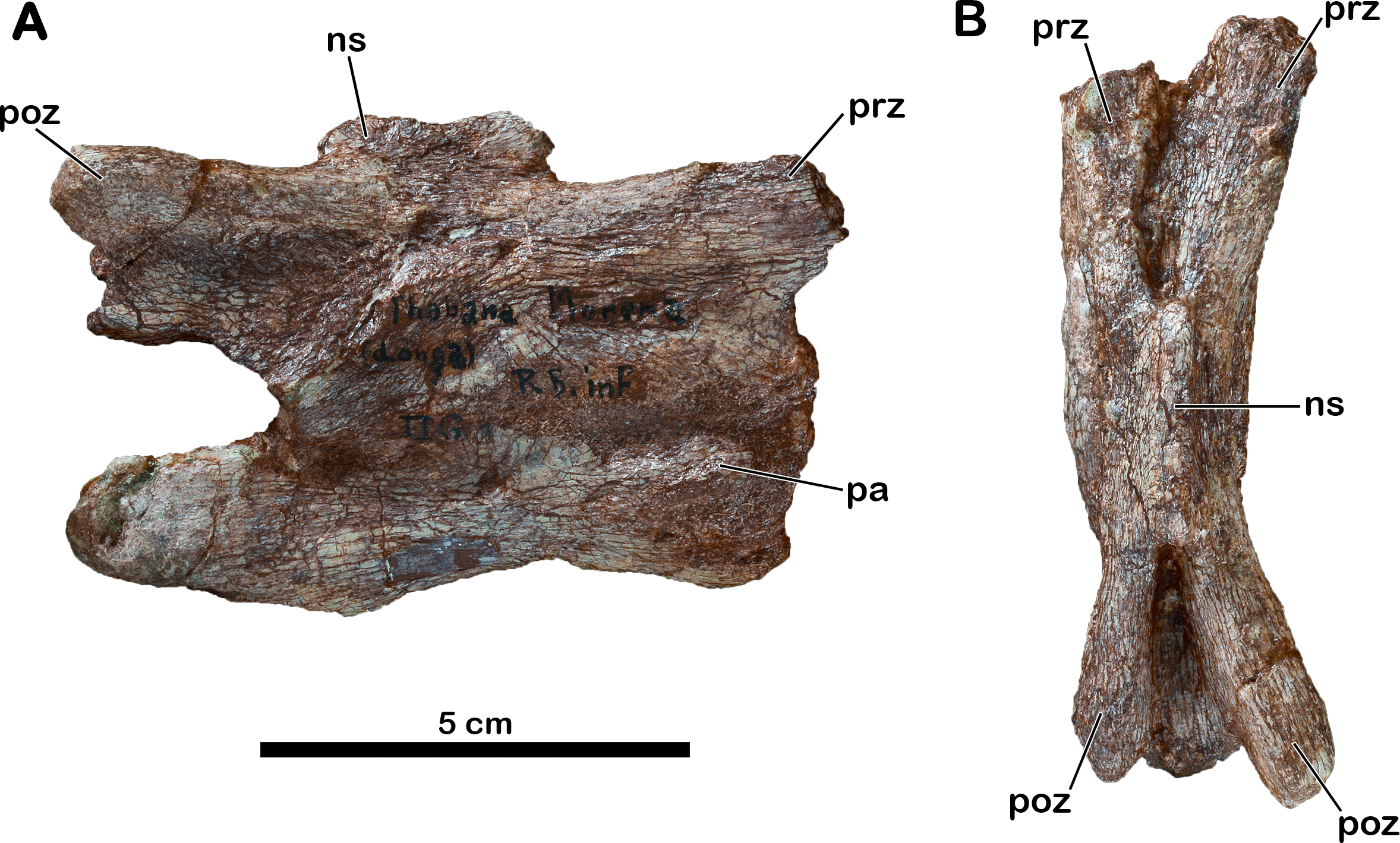
Een staartwervel

In 2016 werd een herzien lijst van onderscheidende kenmerken gegeven. De hoogte van het blad van het darmbeen, gemeten van het hoogste punt van de antitrochanter tot aan de bovenrand van het blad, bedraagt 60% van de totale hoogte van het darmbeen, dus inclusief de aanhangsels. Het achterblad van het darmbeen is min of meer driehoekig in zijaanzicht. Het dijbeen is zeer gedrongen met een robusticiteitsindex, lengte gedeeld door schachtomtrek, van 2,09. Het dijbeen heeft een rechte schacht in zowel zijaanzicht en vooraanzicht. De dijbeenschacht is aanzienlijk breder overdwars dan breed in zijaanzicht, met een verhouding van 1,58. Op de dijbeenschacht bevindt zich achteraan een schuin gerichte vierde trochanter die van boven en binnen naar beneden en buiten loopt.

## Fylogenie
Meroktenos is basaal in de Sauropodomorpha geplaatst. Volgens een kladistische analyse was de positie tamelijk afgeleid in een "kam" of polytomie met Blikanasaurus, boven Aardonyx in de stamboom en onder een kam met Melanorosaurus en Antetonitrus.
De breedte overdwars van het dijbeen, de eccentriciteit, is opvallend groot voor zo'n klein dier. Dergelijke proporties waren eerder alleen van de Sauropoda bekend en werden daar verklaard als een aanpassing aan een zeer hoog absoluut gewicht. Omdat het holotype vermoedelijk geen jong dier is en niet tot een reus zal zijn uitgegroeid moet het kenmerk een andere functie hebben gehad.